# The Trip (film, 2021)
Pour les articles homonymes, voir The Trip.
Pour plus de détails, voir Fiche technique et Distribution.
The Trip (I onde dager) est une comédie noire norvégienne coécrite et réalisée par Tommy Wirkola, sortie en 2021.

## Synopsis
Après avoir terminé les prises de la série télévisée qu'il supervise, Lars, réalisateur, se prépare à un week-end à la campagne avec sa compagne et actrice, Lisa mais, cependant, leur couple bat de l'aile depuis un certain temps. Fatigués par leur vie commune terriblement ennuyeuse, ils décident donc de faire une pause en s'isolant dans un chalet au bord d'un lac loin de la civilisation. En réalité, chacun a l'intention de tuer l'autre mais leur plan est chamboulé par l'arrivée de trois fugitifs qui se cachent dans le grenier de leur cabane.

## Fiche technique
- Titre original : I onde dager
- Titre de travail : The Trip
- Réalisation : Tommy Wirkola
- Scénario : Tommy Wirkola, John Niven et Nick Ball
- Photographie : Matthew Weston
- Montage : Patrick Larsgaard
- Musique : Christian Wibe
- Production : Kjetil Omberg et Jørgen Storm Rosenberg
- Société de production : 74 Entertainment
- Société de distribution :  SF Norge
- Pays de production :  Norvège
- Langue originale : norvégien
- Format : couleur - 2,39:1
- Genre : comédie noire, action
- Dates de sortie :
  - Norvège : 30 juillet 2021
  - France : 20 octobre 2021 (DVD)
- Classifications : 
  - Norvège : interdit aux moins de 15 ans
  - France : accord parental (DVD)[1]

## Distribution
- Noomi Rapace (VF : Julie Dumas) : Lisa
- Aksel Hennie (VF : Eric Aubrahn) : Lars
- Atle Antonsen (VF : Boris Rehlinger) : Petter
- Christian Rubeck (VF : Mathias Kozlowski) : Dave
- André Eriksen (en) (VF : Laurent Morteau) : Roy
- Nils Ole Oftebro (VF : François Dunoyer) : Mikkel
- Stig Frode Henriksen (VF : Jérôme Rebbot) : Viktor
- Selome Emnetu : Ida
- Harald Dal (VF : Gilduin Tissier) : Kjetil
- Evy Kasseth Røsten : Charlotte
- Tor Erik Gunstrøm (VF : Alain Lebert) : Hans